# Spongiocarpella
Spongiocarpella es un género de plantas con flores con nueve especies perteneciente a la familia Fabaceae.

## Especies
- Spongiocarpella grubovii
- Spongiocarpella intermedia
- Spongiocarpella nubigena
- Spongiocarpella paucifoliolata
- Spongiocarpella polystichoides
- Spongiocarpella potaninii
- Spongiocarpella purpurea
- Spongiocarpella spinosa
- Spongiocarpella yunnanensis